# Thomson-CSF
A Thomson-CSF foi uma empresa francesa do ramo de eletrônica e defesa. A partir de 2000, passou a se chamar Thales Group.[carece de fontes?]
A Thomson-CSF foi o resultado da fusão em 1968 do Groupe électronique Thomson, filial da Thomson-Brandt, com a CSF (Compagnie Générale de Télégraphie sans fil)..